# Norodom Sihanouk
Preah Bat Samdech Preah Norodom Sihanouk Varman, poznatiji kao Norodom Sihanouk (Phnom Penh, 31. listopada 1922. – Peking, 15. listopada 2012.), bio je kralj Kambodže, prvi put od 24. travnja 1941. do 3. ožujka 1955. godine, a drugi put od 24. rujna 1993. do svoje abdikacije 7. listopada 2004. godine, a do smrti ostao je Kralj-otac Kambodže te je time zadržao mnoga prava koja je imao kao prijašnji konstitucionalni kralj.
Sin kralja Norodoma Suramarita i kraljice Sisowath Kossamak, Sihanouk je tijekom svog života držao toliko političkih pozicija da ga je Guinnessova knjiga rekorda stavila na prvo mjesto među političarima koji su držali najviše različitih političkih pozicija. Među te pozicije spadaju dva kraljevska mandata, dva mandata kao princ, jedan kao predsjednik, dva kao premijer, jedan kao neimenovani vođa Kambodže i nekoliko pozicija vođe vlada u egzilu.
No, većina tih pozicija bila su kao znak časti (kao posljednji kraljevski mandat). Pravu vlast u Kambodži Sihanouk je držao od 9. studenog 1953. (potpuna neovisnost Kambodže), pa do 18. ožujka 1970. godine (Lon Nol preuzima vlast).
Sihanouk je bio i filmski redatelj, te je režirao neke filmove među koje spadaju i An Ambition Reduced to Ashes i The Last Days of Colonel Savath.

## Vanjske poveznice
|  | Zajednički poslužitelj ima stranicu o temi Norodom Sihanouk |